# Spiskie Podgrodzie
Spiskie Podgrodzie, dawniej Podegrodzie Spiskie (słow. Spišské Podhradie, niem. Kirchdorf, węg. Szepesváralja) – słowackie miasto w powiecie Lewocza. Po raz pierwszy wzmiankowane w 1249, prawa miejskie otrzymało w roku 1271. W latach 1412–1769 wchodziło w skład starostwa spiskiego.

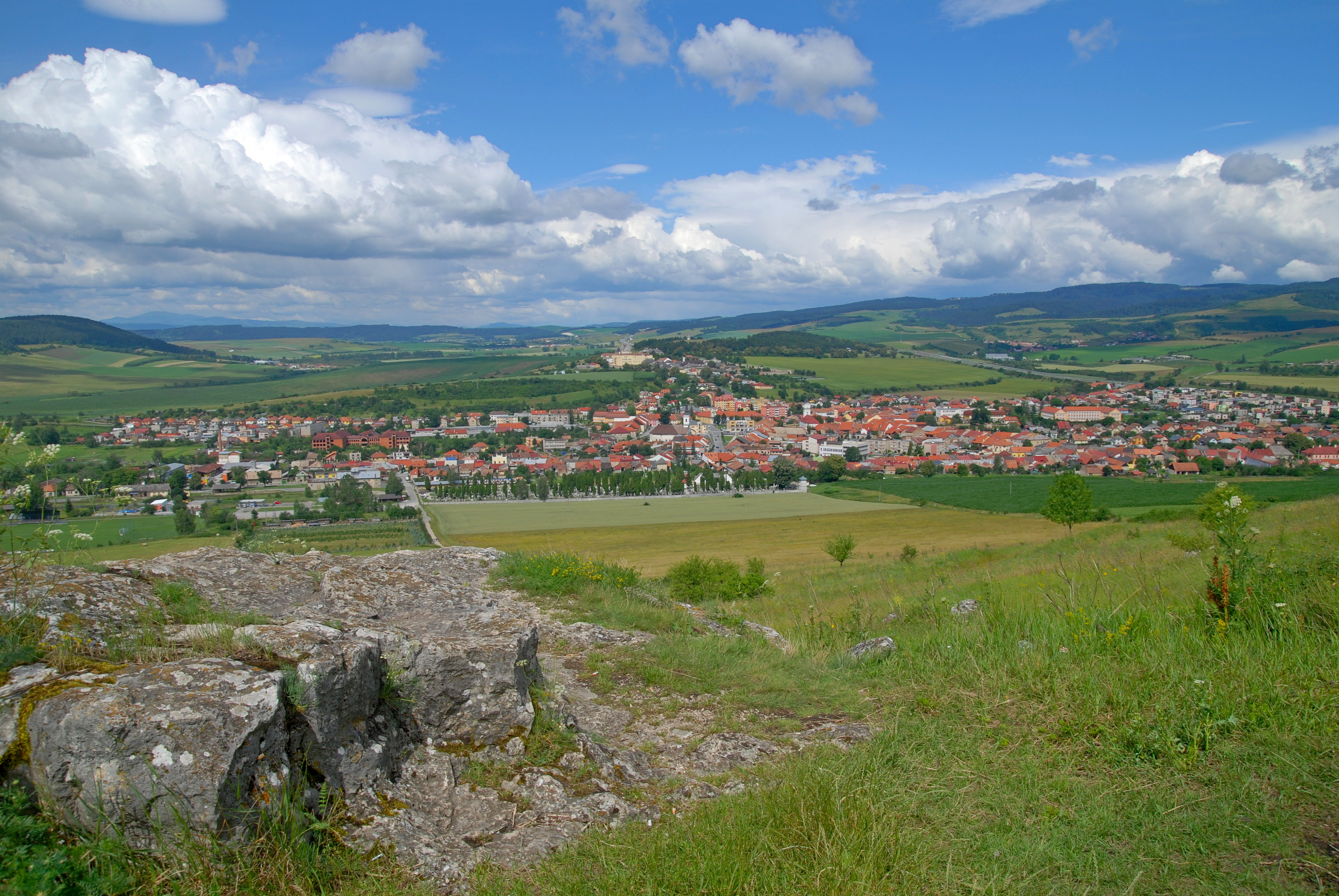
Widok na miasto z Zamku Spiskiego

Jak wskazuje nazwa, było osadą na podgrodziu Zamku Spiskiego, w następnych wiekach rozwijało się niezależnie od niego. Pohradie jest najstarszą osadą niemiecką na Spiszu, założoną przez Sasów w XII wieku za panowania Gejzy II. Do ok. 1133 kasztelania spiska miała być posagiem Judyty, córki Bolesława Krzywoustego. W średniowieczu słynęło z cechów rzemieślników, zwłaszcza sukienników i rzeźników, a w późniejszym okresie także szewców. Od 1456 miało prawo do urządzania targów, które odbywały się w czwartki aż do XX wieku. W 1667 odnotowano w mieście 16 cechów, a wyroby ze Spiskiego Podgrodzia był znane na całym Spiszu i w okolicznych krajach.
Od 1894 miasto zyskało połączenie z miejscowością Spiskie Włochy, a przez to z Koleją Koszycko-Bogumińską. Ponieważ jednak linia do Spiskiego Podgrodzia była linią boczną, teren ten ominęła industrializacja.
Kiedyś w Spiskim Podgrodziu mieszkali liczni Niemcy (jeszcze w 1921 ok. 15%) oraz Żydzi. Obie narodowości posiadały własne świątynie i szkoły. Obecnie najliczniejsza mniejszość to Romowie.
Od 1948 w skład miejscowości wchodzi również Spiska Kapituła (Spišská Kapitula) – dawniej osobna miejscowość, nazywana „słowackim Watykanem” – siedziba biskupa Spiszu.
Wraz z Zamkiem Spiskim, Spiską Kapitułą, miejscowością Levoča i kościołem Ducha Świętego w pobliskiej miejscowości Żehra od 1993 znajduje się na liście dziedzictwa UNESCO (wpisane jako Levoča, Spišský Hrad i okoliczne zabytki).

## Zabytki
- rynek z XVI-wiecznym ratuszem i barokowym słupem maryjnym,
- klasycystyczny kościół katolicki Narodzenia NMP, wzniesiony na ruinach kościoła gotyckiego, z którego ocalałą wieża i portal wejściowy,
- klasycystyczny kościół ewangelicki,
- synagoga,
- zabytki Spiskiej Kapituły.